# Charles Estienne
Charles Estienne, latinizado como Carolus Stephanus (París, 1504 - Châtelet, París, 1564), fue un médico, anatomista, impresor, humanista, agrónomo y escritor francés, hermano de los también impresores Robert Estienne y François Estienne, padre de la poetisa Nicole Estienne y sobrino de un segundo Robert Estienne que asimismo fue impresor y que no hay que confundir con el primero.

## Biografía
Pertenecía a una larga familia de impresores. Era el tercer hijo de Henri Estienne el Viejo y, cuando este falleció, allegó como padrastro a su socio impresor, Simon de Colines, que se casó con la viuda. Lo educaron en el conocimiento de las literaturas y lenguas clásicas y después estudió medicina en París, teniendo como condiscípulos a los futuros anatomistas Jacques Dubois (Jacobus Sylvius) y el famoso Andries van Wesel, más conocido como Vesalio; en esta vocación primera por las lenguas antiguas y luego por la medicina se mostró muy parecido a su contemporáneo François Rabelais.
El diplomático y humanista Lazare Baïf le confió la educación de su hijo y se llevó a ambos en sus embajadas a Alemania e Italia. En Venecia Estienne se hizo amigo del impresor y humanista Paolo Manuzio (tercer hijo del célebre Aldo), quien lo menciona en algunas de sus cartas en términos muy elogiosos. Por entonces concibió la idea de publicar, junto a su amigo cirujano y grabador Estienne de la Rivière, un tratado ilustrado de anatomía; este último empezó a elaborar las xilografías ya en 1530.
En 1542 lo nombraron doctor regente de la Facultad de Medicina de París y ejerció como médico hasta 1550. Durante esa época hizo varios descubrimientos anatómicos importantes. En osteología se dio cuenta del papel fisiológico que desempeñaban los poros de los huesos. En neurología describió varios nervios: el trigémino, el frénico y el tronco simpático del nervio vago. En 1539 fue el primero en citar las válvulas venosas del hígado en su libro De Dissectione Partium Corporis Humani Libri Tres (impreso en 1545); en 1751, Albrecht von Haller (1708-1777) le confirió esa primacía (primus auctor valvularum), si bien estas válvulas venosas son tan difíciles de observar que la historia registró a otro personaje como su descubridor, Girolamo Fabrizi Acquapendente (1537-1619).
En 1550, a causa de la fuga de su hermano Robert Estienne a la Ginebra del protestante Juan Calvino, tuvo que hacerse cargo de dirigir la malaventurada imprenta familiar. Fundándose en manuscritos de la biblioteca real, publicó en 1551 la primera edición del texto griego del historiador Apiano en caracteres Garamond (Draud cometió un error al citar un Traité de Plutarque salido de sus tórculos en 1544). Esta y otras muchas ediciones primorosas lo acreditaron para ser nombrado impresor del rey en carta patente de 26 de febrero de 1552.
Como resultado de deudas surgidas por negocios ruinosos, Estienne se vio obligado a establecerse en Châtelet en 1561 y allí falleció en 1564. Dejó una hija llamada Nicole.
Según Michel Maittaire, la belleza de las ediciones publicadas por Charles Estienne nunca ha sido superada: habría igualado la erudición de los más sabios impresores y muy pocos publicaron más libros que él en tan corto periodo de tiempo. En carta a Julio César Escalígero, Jean Maumont describió a Estienne como hombre avaro y engreído, celoso de sus colegas e incluso de sus sobrinos, a los que trató de perjudicar en toda ocasión.

## Publicaciones
Charles Estienne compuso varios diccionarios y numerosas otras obras.

### Principales publicaciones en latín
- De vasculis libellus, adulescentulorum causa ex Baysio decerptus. Addita vulgari Latinarum vocum interpretatione, Paris: Charles Estienne, 1536. Ed. de 1543 en línea)

- De re vestiaria libellus, ex Baysio excerptus: addita vulgaris linguae interpretatione, in adulescentulorum gratiam atque utilitatem. Lyon: (Melchior & Gaspar Trechsel), 1536, Paris, 1555, in-8°[1] (Edición de 1536 en línea)

- Seminarium, et Plantarium fructiferarum praesertim arborum quae post hortos conseri solent, Denuo auctum & locupletatum. Huic accessit alter libellus de conserendis arboribus in seminario: deque iis in plantarium transserendis atque inserendis, 1536; Paris: Roberti Stephani, 1540. (Edición de 1540 en línea)

- De re hortensi libellus, vulgaria herbarum, florum, ac fructicum, qui in hortis conseri solent, nomina Latinis vocibus effere docens ex probatis autoribus. In puerorum gratium atque utilitatem, Estienne, 1539; Paris: Robert Estienne 1543; Paris: Rob. Stephani, 1545 (Edición de 1539 en línea)

- De nutrimentis, ad baillyum, Robert Estienne, 1550 (en línea)

- Dictionarium propriorum nominum, Paris, 1544 (Edición de 1550 en línea)

- Dictionarium historicum, geographicum ac poeticum: omnia gentium, hominum, locorum, fluminum, ac montium antiqua recentioramque ad sacras ac prophanas historias, poætarumque fabulas intelligendas necessaria, vocabula, bono ordine complectens. Nunc demum ultra praecedentes impressiones, studiosorum aliquot opera & locupletius & nitidius redditum, 1553; Parisiis: apud Ioannem Macaeum, 1572

Publicado por vez primera en 1553, se volvió inmensamente popular durante un siglo y conoció numerosas ediciones sucesivas, entre las cuales destaca la de 1579 en Lyon apud Herculem Gallum. En este mismo año, la obra fue impresa por Stoer en Ginebra sin otra indicación que el nombre del autor. Una edición de 1590 está disponible en línea.
Esta obra será traducida en 1643 por D. de Juigné-Broissinière y refundida bajo su nombre con el título Dictionnaire théologique, historique, poétique, cosmographique et chronologique. Obtuvo una inmediata popularidad con ocho ediciones en un periodo de 36 años.
- De Latinis et Graecis nominibus arborum, fruticum, herbarum, piscium..., Paris, 1547, 1554. (Edición de 1547 en línea)

- Dictionarium latino-grœcum, Paris, 1554, in-4°. Estienne advirtió que lo compuso en gran parte usando las notas del humanista Guillaume Budé.

- Dictionarium latino-gallicum, Paris, in-folio 1552.

- Thesaurus Ciceronis, Paris, 1556, in-folio. Esta obra no alcanzó éxito alguno y se cree que los recursos que Estienne empleó para imprimirla lo llevaron a las onerosas deudas que lo condujeron a la ruina.

- Dictionarium historico-geographico-poeticum, Ginebra, in-4° (En línea: ediciones de 1590 y de 1633). Esta obra apareció póstuma y la utilidad de las compilaciones de este género le dio una boga que no merecía. Diferentes editores añadieron a este diccionario tantos ítems que se formó con el tiempo un grueso volumen infolio. En este ormato lo publicó Nicolas Lloyd (Oxford (1670; 1671), luego en una edición novissima (Londres, 1686). Estas ediciones han sido largo tiempo demandadas, pero cayeron en el olvido cuando pasó su época y quedaron obsoletas.

- Lexicon historicum, geographicum, poeticum. Hanc postremam editionem Fed. Morellus. ita recensuit ac recognovit. Parisiis, apud Joannem Libert, 1644 (en línea)

### Principales publicaciones en francés
- La Dissection des parties du Corps humain divisée en trois livres, Paris: Simon de Colines, 1546, traducción al francés de De Dissectione partium corporis humani (1545). El De Dissectione representa un importante jalón en la evolución de la anatomía del renacimiento. En esta época, el único manual ilustrado de anatomía disponible era el de Jacopo Berengario da Carpi. Este hijo de impresor fue sin duda sensible a este vacío editorial. El manuscrito del De dissectione y los grabados fueron acabados en 1539 y una gran parte de la obra ya había sido impresa cuando el autor fue denunciado por plagio y la publicación se interrumpió.
- Abrégé de l'Histoire des vicomtes et ducs de Milán, extraído en arte de Paulo Jovio, 1552, in-4°. Con retratos bien grabados.
- La guide des chemins de France: reveue et augmentée; Les fleuves de France: aussi augmentez par Charles Estienne..., Paris, 1552, in-8°. Fue la primera "guía del viajero", pero también un gran éxito de venta: en quince años (de 1552 a 1568) hubo 28 ediciones. Esto demuestra que la edición correspondía a una necesidad de la época.
- Paradoxes, ce sont propos contre la commune opinion: debatuz, en forme de declamations forenses: pour exerciter les jeunes esprits, en causes difficiles, Paris: Charles Estienne, 1553. (Edición de 1555 en línea). Edición original de la traducción libre de Charles Estienne de las Paradossi de Ortensio Landi. La edición original fue publicada en Lyon en 1543. Esta obra parece haber tenido mucho éxito, puesto que se hicieron dos ediciones ese mismo año y una tercera en 1544. La obra, destinada a los jóvenes abogados, expone 25 casos de pleitos complejos.
- Praedium rusticum, In Quo Cuiusuis Soli vel Culti vel Inculti Platarum Vocabula ac Descriptiones, Earumque Conseredarum atque Excolendarum Instrumenta suo Ordine Describuntur, Paris, 1554 (en línea)

Es la primera edición en latín de esta obra, en la que el autor refunde numerosos opúsculos publicados anteriormente. Sigue después una traducción al francés bajo el título Agriculture et Maison rustique; pero no tuvo tiempo de publicarla y estaba lejos de prever el gran éxito que alcanzaría en el futuro. Jean Liébaut, su yerno, añadió gran número de capítulos omitidos o tratados superficialmente en el original, y la publicó in-4° en 1586 (en línea). Esta versión, reimpresa muchas veces, en especial en 1629 (Franciscus Pelocarum), apareció por vez primera en 1574, según Séguier, o en 1567 según Haller. En efecto, la primera es de 1564 y fue traducida al italiano por Hercule Cato, Venecia, in-4°; al alemán por Melchior Sebitz, Estrasburgo, 1592, in-fol.; al inglés por Gervais Marckam, así como al alemán y holandés. Gérard Oberlé explica: «Este grueso volumen reagrupa todos los tratados sobre jardines, prados, viñedos, frutales y hortalizas publicados separadamente por Charles Estienne entre 1535 y 1548. Hizo de ellos una revisión completa antes de reunirlos bajo el título de rusticum. Se encuentran en esta obra no solo preceptos prácticos, sino también no poca erudición apoyada en antiguos autores griegos y latinos. Fue uno de los primeros libros de este género, conoció un éxito enorme y contribuyó a hacer nacer la costumbre de los "Catecismos rurales". La compilación de 1554 fue el embrión de lo que, tras numerosos aumentos y transformaciones, llegó a ser la célebre Maison Rustique de Estienne y Liébault.» El capítulo III, titulado "vinetum", está enteramente consagrado al vino y la viña. Entre los numerosos tipos de vinos allí citados figuran: Gascogne, Anjou, Bourgogne. Champagne, Soissons, Orléans, Beaune, Ysans, Bordeaux, Mâcon, Graves, Gaillac, Reims, Saint-Germain, Pringy, Arbois, Gentilly, Suresne, Meudon, Fontenay, Arcueil, Issy, Mont-Valérien, Montmartre, Ay, etc. Lire en línea. De él se hicieron numerosas ediciones.
- Traducción de Terencio, Première comédie de Térence, intitulée l'Andrie, traduite en prose, Paris, in-16.
- Comédie du Sacrifice, des professeurs de l'académie senoise nommés Intronati, traduite de la langue toscane, Lyon, 1543, in-8° ; reimpresa con el título de los Abusés, Paris, 1556, in-16. La pieza italiana es Gli ingannati.
- Les figures et portraicts des parties du corps humain, Paris: Jacques Kerver, 1575.